# 287 av. J.-C.
Cette page concerne l'année 287 av. J.-C. du calendrier julien proleptique.

## Événements
- 30 mars (21 avril du calendrier romain) : début à Rome du consulat de Caius Nautius Rutilus  et Marcus Claudius Marcellus. Dictature d'Appius Claudius Caecus[1].
  - La plèbe se retire sur le Janicule (dernière sécession) pour obtenir l’assignation des terres sabines. Quintus Hortensius, nommé dictateur, soutenu par Curius Dentatus, promulgue les lois hortensiennes qui favorisent la plèbe pour qu’elle revienne dans la cité[1]. Elles amnistient, allègent les dettes et donnent aux plébiscites décidés par les comices tributes force de loi pour le peuple entier (suppression de la ratification sénatoriale traditionnelle, l’auctoritas patrum). La puissance de l’opposition démocratique se trouve augmentée (fin de la guerre des ordres).
  - Lotissement des terres de la Sabine au profit de la plèbe, sous l’impulsion de Curius Dentatus[2]. La mise en application en est longuement retardée par l’opposition du Sénat, demeuré fidèle à sa conception étroite de la Cité-État.
  - Une période de bien-être économique s’ouvre après le lotissement de la Sabine (290/285 av. J.-C.). Le commerce fluvial sur le Tibre se développe : tuf, bois, blés, produits de la métallurgie étrusque contre socs de charrue, sabots, armes et vêtements romains[3].
- Juin : soulèvement contre la garnison macédonienne à Athènes sous la direction du stratège Olympiodoros[4]. 
  - Démétrios Poliorcète met le siège devant Athènes qui s’est révoltée. Les autres diadoques et Pyrrhus Ier viennent au secours de la cité et le siège est levé après l’ambassade du philosophe Cratès de Thèbes, qui conseille à Démétrios de passer en Asie. Toutes les possessions d’Athènes (Le Pirée, Salamine, Lemnos, Éleusis, Skyros et Imbros…) restent aux mains de Démétrios[4]. Début d'une période démocratique à Athènes (fin en 262 av. J.-C.).
- Été : intervention de la flotte lagide commandée par Callias, frère de Phèdre, Démétrios, qui assiège Athènes[5].

- Straton de Lampsaque dirige le Lycée d’Athènes en remplacement de Théophraste (fin en 258 av. J.-C.)[6].

## Naissances en 287 av. J.-C.
- Archimède, mathématicien et physicien grec.
- Antiochos II.

## Décès
- Théophraste de Lesbos, philosophe péripatéticien à la direction du Lycée à Athènes (né en -371).